# Țigău, Bistrița-Năsăud
Țigău (în maghiară Cegőtelke, Szászcegő, Cegő, în dialectul săsesc Zaigendref, în germană Zegendorf, Zagendorf, Ziegendorf) este un sat în comuna Lechința din județul Bistrița-Năsăud, Transilvania, România.

## Istorie
- Satul este atestat documentar în anul 1243 sub numele de Czegetelke
- Zona satului a fost populată încă din neolitic, formând un mozaic etnic ce cuprindea : celți, daci, gepizi și slavi.
- În 1241 este distrus complet în Marea invazie mongolă.
- În 1243 regele Béla al IV-lea oferă teritoriul distrus unor doi sași Lenting și Herman care au fondat un mic sat săsesc.
- În anul 1430 Sigismund de Luxemburg oferă satul familiei nobiliare maghiare Kusalyi Jakcs, care va împroprietării în sat secui.
- Deși satul era inițial Catolic, în timpul reformei protestante, maghiarii au trecut la Biserica Reformată, iar sașii la Biserica Evanghelică-Luterană, de asemenea exista și o comunitate israelită.
- În perioada celui de Al Doilea Război Mondial evreii din sat au fost deportați în lagărele naziste de către regimul Hortyst.
- În perioada comunistă și a Deportării germanilor în URSS sașii au dispărut complet din sat.
- Cu timpul s-a format și o mică comunitate românească în sat.

## Turism
- Biserica Reformată, monument istoric construit în 1622, a luat foc în 1830 și a fost renovată în 1853.
- Biserica de lemn din Țigău, construită în 1767, în cinstea Sfinților Arhangheli.

## Demografie
La recensământul din 2002 populația satului era de 467 de locuitori, dintre care: 393 maghiari și 74 români.
Componența etnică a satului Țigău
     Maghiari (84,2%)
     Români (15,8%)